# Nerys Jones
Nerys Jones (* 30. November 1984) ist eine ehemalige britische Biathletin. Auf nationaler Ebene war sie in ihrer aktiven Zeit eine der erfolgreichsten ihres Landes.

## Karriere

### Durchbruch auf nationaler Ebene (2008–2010)
Nerys Jones erreichte ihre ersten nationalen Erfolge bei den Britischen Meisterschaften 2008, wo sie mit dem Zukunftskader im Staffelrennen an der Seite von Olwen Thorn und Leah Coxon ebenso wie mit den Frauen ihres Teams, der AGC Ladies, Sarah Hadley, Laura Craig und Amanda Lightfoot in der Militärpatrouille Dritte wurde. Im Teamwettbewerb wurden die AGC Ladies, neben Jones Lightfoot, Hadley und Anna Barker, hinter der Mannschaft der RLC Ladies Vizemeister. Im Jahr darauf erreichte sie mit Mel Vaggers und Lightfoot in der Staffel erneut eine Platzierung auf dem Silberrang, auch im Team wurde sie mit Lightfoot, Vaggers und Carly Hudson Zweite. 2010 erreichte Jones auch ihren Durchbruch in den Einzelwettbewerben. Sowohl im Sprint wie auch im Massenstart wurde sie hinter Emma Fowler und Lightfoot jeweils Dritte. Jones gewann mit der Staffel an der Seite von Vaggers und Lightfoot erneut Silber, im Teamwettkampf, zu dessen Besetzung zusätzlich Leonie Hendrickson gehörte, gewann sie ihren ersten Titel. Nach den guten nationalen Meisterschaften wurde Jones auch erstmals international eingesetzt.

### Weltmeisterschaftsteilnahmen und weitere nationale Medaillen (2011–2015)
Ihre ersten Rennen im IBU-Cup bestritt sie in Martell, wo sie im Sprint 52. und 47. der Verfolgung wurde. Erstes Großereignis wurden die Biathlon-Europameisterschaften 2010 in Otepää, bei denen Jones den 47. Platz im Einzel belegte, sowie 49. im Sprint und 44. der Verfolgung wurde. Ihr Debüt auf Weltcupebene gab die Britin bei den Weltmeisterschaften 2011. Im Einzel stellte sie mit Rang 61 auch sofort die beste Platzierung ihrer gesamten Karriere auf. Auch 2012 und 2013 nahm sie am Saisonhöhepunkt teil, ohne allerdings große Ergebnisse einzufahren. Während sie auf internationalem Niveau 2013 und 2014 fast durchgängig im IBU-Cup lief, fuhr Jones national mit insgesamt neun Medaillen große Erfolge ein. Ihre letzten Wettkämpfe bestritt die Britin im Rahmen der Weltmeisterschaften 2015 in Kontiolahti.
Nach der Saison 2014/15 beendete Jones schließlich im Alter von 30 Jahren ihre Karriere.

## Statistiken

### Platzierungen im Biathlon-Weltcup
Die Tabelle zeigt alle Platzierungen (je nach Austragungsjahr einschließlich Olympische Spiele und Weltmeisterschaften).
- 1.–3. Platz: Anzahl der Podiumsplatzierungen
- Top 10: Anzahl der Platzierungen unter den ersten zehn (einschließlich Podium)
- Punkteränge: Anzahl der Platzierungen innerhalb der Punkteränge (einschließlich Podium und Top 10)
- Starts: Anzahl gelaufener Rennen in der jeweiligen Disziplin
- Staffel: inklusive Mixed- und Single-Mixed-Staffeln

| Platzierung         | Einzel | Sprint | Verfolgung | Massenstart | Staffel | Gesamt |
| ------------------- | ------ | ------ | ---------- | ----------- | ------- | ------ |
| 1. Platz            |        |        |            |             |         |        |
| 2. Platz            |        |        |            |             |         |        |
| 3. Platz            |        |        |            |             |         |        |
| Top 10              |        |        |            |             |         |        |
| Punkteränge         |        |        |            |             | 6       | 6      |
| Starts              | 6      | 8      |            |             | 6       | 20     |
| Stand: Karriereende |        |        |            |             |         |        |

### Biathlon-Weltmeisterschaften
Ergebnisse bei den Weltmeisterschaften:
| Weltmeisterschaften | Weltmeisterschaften | Einzelwettbewerbe | Einzelwettbewerbe | Einzelwettbewerbe | Einzelwettbewerbe | Staffelwettbewerbe | Staffelwettbewerbe |
| Jahr                | Ort                 | Einzel            | Sprint            | Verfolgung        | Massenstart       | Damenstaffel       | Mixedstaffel       |
| ------------------- | ------------------- | ----------------- | ----------------- | ----------------- | ----------------- | ------------------ | ------------------ |
| 2011                | Chanty-Mansijsk     | 61.               | 83.               | –                 | –                 | 19.                | –                  |
| 2012                | Ruhpolding          | 104.              | 105.              | –                 | –                 | 22.                | –                  |
| 2013                | Nové Město          | 85.               | 96.               | –                 | –                 | –                  | –                  |
| 2015                | Kontiolahti         | 99.               | 90.               | –                 | –                 | –                  | 25.                |